# Orselina
Orselina (lmo. Urselina) – miejscowość i gmina w południowej, włoskojęzycznej części Szwajcarii, w kantonie Ticino, w okręgu (distretto) Locarno, w powiecie (circolo) Locarno. 

## Demografia
W Orselinie mieszka 699 osób. W 2021 roku 18,7% populacji gminy stanowiły osoby urodzone poza Szwajcarią. 

## Transport
Przez teren gminy przebiega autostrada A13.